# Недоношенный
Недоношенный - четвертий студійний альбом російського шансоньє Вальдемара Кобозі, записаний у співпраці з гуртом "Базар-Вокзал". Альбом вийшов у 1995 році. Альбом став одним з найвідоміших альбомів співака. До альбому увійшли 12 пісень, виконаних у стилі шансону.

## Історія
У 1993 році було відзнято кліп на пісню "Недоношенный"режисером Бахатом Килибаєвим

## Список пісень
| Назва пісні         | Тривалість |
| ------------------- | ---------- |
| Недоношенный        | 3:58       |
| Лужники             | 3:48       |
| Курочка Ряба        | 6:32       |
| Лётчицы-налетчицы   | 4:25       |
| Ах, Чапаев          | 3:49       |
| Растабары           | 4:49       |
| Папа Карло          | 5:22       |
| Мишки Квакины       | 7:13       |
| Море Средиземное    | 5:24       |
| Дядя Вася           | 2:49       |
| Луис Альберто       | 4:49       |
| Клава-Шалава        | 3:32       |
| Загальна тривалість |            |